# Hans Hateboer
Hans Hateboer (Beerta, 9 gennaio 1994) è un calciatore olandese, difensore o centrocampista del Rennes.

## Biografia
Nato a Beerta, da André e Anita Hateboer, ha due fratelli Koen e Thijs

## Caratteristiche tecniche
Terzino destro di spinta, dotato di un fisico notevole e di una buona corsa, saltuariamente è stato anche impiegato come difensore centrale. Nell’Atalanta ricopre stabilmente il ruolo di laterale destro di centrocampo.

## Carriera

### Club

#### Groningen
Prodotto delle giovanili del Groningen, compie il suo debutto da professionista il 18 gennaio 2014 in un pareggio per 1-1 con l'RKC Waalwijk, giocando titolare e venendo espulso al 69º. Viene promosso definitivamente in prima squadra a partire dalla stagione 2013-2014.

#### Atalanta
Il 31 gennaio 2017, a cinque mesi dalla scadenza del suo contratto con il Groningen, si trasferisce a titolo definitivo all'Atalanta. Debutta in Serie A il 19 marzo 2017 nella sfida interna contro il Pescara ultimo in classifica (vinta dai bergamaschi per 3-0), fornendo l'assist per la rete del compagno Alejandro Gómez. Il 9 agosto 2018 realizza la sua prima rete in carriera nelle competizioni UEFA per club (che coincide anche con il suo primo gol in partite ufficiali con la maglia dell'Atalanta) realizzando il momentaneo 1-1 nella partita di andata del terzo turno preliminare di Europa League vinta per 4-1 sul campo degli israeliani dell'Hapoel Haifa.
Il successivo 20 agosto segna invece il suo primo gol in carriera in Serie A, nella prima giornata del campionato 2018-2019, in casa contro il Frosinone. Il 19 ottobre 2019, giocando da titolare l'incontro di campionato pareggiato per 3-3 sul campo della Lazio, disputa la sua centesima partita ufficiale con i bergamaschi. Il 19 febbraio 2020 segna una doppietta in Atalanta-Valencia (4-1), gara valida per gli ottavi di Champions League, entrando nella lista dei 7 giocatori olandesi che hanno segnato una doppietta nella massima competizione europea, nonché terzo con una squadra italiana dopo Clarence Seedorf e Marco van Basten.
La Stagione 2022/23 termina per lui durante la ventiduesima giornata di campionato a causa della rottura del crociato.
Nell'annata 2023-2024, contribuisce alla vittoria dell'Europa League da parte degli orobici, arrivata in seguito al successo in finale sul Bayer Leverkusen, che ha rappresentato il primo trofeo europeo nella storia del club.

#### Rennes
Il 6 agosto 2024 viene acquistato dal Rennes per 3 milioni di euro.

### Nazionale
Tra il 2014 ed il 2016 ha giocato alcune partite con le nazionali olandesi, Under-20 ed Under-21.
Il 23 marzo 2018, fa il suo esordio con la nazionale maggiore olandese, nell'amichevole persa in casa ad Amsterdam per 0-1 contro l'Inghilterra.

## Statistiche

### Presenze nei club
Statistiche aggiornate al 25 maggio 2025.
| Stagione         | Squadra          | Campionato       | Campionato | Campionato | Coppe nazionali | Coppe nazionali | Coppe nazionali | Coppe continentali | Coppe continentali | Coppe continentali | Altre coppe | Altre coppe | Altre coppe | Totale | Totale |
| Stagione         | Squadra          | Comp             | Pres       | Reti       | Comp            | Pres            | Reti            | Comp               | Pres               | Reti               | Comp        | Pres        | Reti        | Pres   | Reti   |
| ---------------- | ---------------- | ---------------- | ---------- | ---------- | --------------- | --------------- | --------------- | ------------------ | ------------------ | ------------------ | ----------- | ----------- | ----------- | ------ | ------ |
| 2013-2014        | Groningen        | ED               | 14+4       | 0+1        | CO              | 0               | 0               | -                  | -                  | -                  | -           | -           | -           | 18     | 1      |
| 2014-2015        | Groningen        | ED               | 23         | 0          | CO              | 5               | 1               | UEL                | 2                  | 0                  | -           | -           | -           | 30     | 1      |
| 2015-2016        | Groningen        | ED               | 31+2       | 0+1        | CO              | 2               | 0               | UEL                | 6                  | 0                  | SO          | 1           | 0           | 42     | 1      |
| 2016-gen. 2017   | Groningen        | ED               | 19         | 1          | CO              | 2               | 1               | -                  | -                  | -                  | -           | -           | -           | 21     | 2      |
| Totale Groningen | Totale Groningen | Totale Groningen | 87+6       | 1+2        |                 | 9               | 2               |                    | 8                  | 0                  |             | 1           | 0           | 111    | 5      |
| gen.-giu. 2017   | Atalanta         | A                | 6          | 0          | CI              | 0               | 0               | -                  | -                  | -                  | -           | -           | -           | 6      | 0      |
| 2017-2018        | Atalanta         | A                | 33         | 0          | CI              | 2               | 0               | UEL                | 8                  | 0                  | -           | -           | -           | 43     | 0      |
| 2018-2019        | Atalanta         | A                | 35         | 5          | CI              | 4               | 0               | UEL                | 4                  | 1                  | -           | -           | -           | 43     | 6      |
| 2019-2020        | Atalanta         | A                | 32         | 0          | CI              | 1               | 0               | UCL                | 9                  | 2                  | -           | -           | -           | 42     | 2      |
| 2020-2021        | Atalanta         | A                | 22         | 2          | CI              | 2               | 0               | UCL                | 6                  | 0                  | -           | -           | -           | 28     | 2      |
| 2021-2022        | Atalanta         | A                | 21         | 0          | CI              | 2               | 0               | UCL+UEL            | 1+6                | 0                  | -           | -           | -           | 30     | 0      |
| 2022-2023        | Atalanta         | A                | 17         | 1          | CI              | 2               | 1               | -                  | -                  | -                  | -           | -           | -           | 19     | 2      |
| 2023-2024        | Atalanta         | A                | 22         | 0          | CI              | 2               | 0               | UEL                | 7                  | 0                  | -           | -           | -           | 30     | 0      |
| Totale Atalanta  | Totale Atalanta  | Totale Atalanta  | 188        | 8          |                 | 15              | 1               |                    | 41                 | 3                  |             | -           | -           | 243    | 12     |
| 2024-2025        | Rennes           | L1               | 26         | 0          | CF              | 2               | 0               | -                  | -                  | -                  | -           | -           | -           | 28     | 0      |
| Totale carriera  | Totale carriera  | Totale carriera  | 301+6      | 11         |                 | 26              | 3               |                    | 48                 | 3                  |             | 1           | 0           | 382    | 17     |

### Cronologia presenze e reti in nazionale
| Cronologia completa delle presenze e delle reti in nazionale ― Paesi Bassi | Cronologia completa delle presenze e delle reti in nazionale ― Paesi Bassi | Cronologia completa delle presenze e delle reti in nazionale ― Paesi Bassi | Cronologia completa delle presenze e delle reti in nazionale ― Paesi Bassi | Cronologia completa delle presenze e delle reti in nazionale ― Paesi Bassi | Cronologia completa delle presenze e delle reti in nazionale ― Paesi Bassi | Cronologia completa delle presenze e delle reti in nazionale ― Paesi Bassi | Cronologia completa delle presenze e delle reti in nazionale ― Paesi Bassi |
| Data                                                                       | Città                                                                      | In casa                                                                    | Risultato                                                                  | Ospiti                                                                     | Competizione                                                               | Reti                                                                       | Note                                                                       |
| -------------------------------------------------------------------------- | -------------------------------------------------------------------------- | -------------------------------------------------------------------------- | -------------------------------------------------------------------------- | -------------------------------------------------------------------------- | -------------------------------------------------------------------------- | -------------------------------------------------------------------------- | -------------------------------------------------------------------------- |
| 23-3-2018                                                                  | Amsterdam                                                                  | Paesi Bassi                                                                | 0 – 1                                                                      | Inghilterra                                                                | Amichevole                                                                 | -                                                                          |                                                                            |
| 4-6-2018                                                                   | Torino                                                                     | Italia                                                                     | 1 – 1                                                                      | Paesi Bassi                                                                | Amichevole                                                                 | -                                                                          | 46’                                                                        |
| 16-10-2018                                                                 | Bruxelles                                                                  | Belgio                                                                     | 1 – 1                                                                      | Paesi Bassi                                                                | Amichevole                                                                 | -                                                                          | 46’ 90+2’                                                                  |
| 4-9-2020                                                                   | Amsterdam                                                                  | Paesi Bassi                                                                | 1 – 0                                                                      | Polonia                                                                    | UEFA Nations League 2020-2021 - 1º turno                                   | -                                                                          |                                                                            |
| 7-9-2020                                                                   | Amsterdam                                                                  | Paesi Bassi                                                                | 0 – 1                                                                      | Italia                                                                     | UEFA Nations League 2020-2021 - 1º turno                                   | -                                                                          | 70’                                                                        |
| 7-10-2020                                                                  | Amsterdam                                                                  | Paesi Bassi                                                                | 0 – 1                                                                      | Messico                                                                    | Amichevole                                                                 | -                                                                          |                                                                            |
| 11-10-2020                                                                 | Zenica                                                                     | Bosnia ed Erzegovina                                                       | 0 – 0                                                                      | Paesi Bassi                                                                | UEFA Nations League 2020-2021 - 1º turno                                   | -                                                                          | 70’                                                                        |
| 14-10-2020                                                                 | Bergamo                                                                    | Italia                                                                     | 1 – 1                                                                      | Paesi Bassi                                                                | UEFA Nations League 2020-2021 - 1º turno                                   | -                                                                          |                                                                            |
| 11-11-2020                                                                 | Amsterdam                                                                  | Paesi Bassi                                                                | 1 – 1                                                                      | Spagna                                                                     | Amichevole                                                                 | -                                                                          | 46’                                                                        |
| 15-11-2020                                                                 | Amsterdam                                                                  | Paesi Bassi                                                                | 3 – 1                                                                      | Bosnia ed Erzegovina                                                       | UEFA Nations League 2020-2021 - 1º turno                                   | -                                                                          | 64’                                                                        |
| 18-11-2020                                                                 | Chorzów                                                                    | Polonia                                                                    | 1 – 2                                                                      | Paesi Bassi                                                                | UEFA Nations League 2020-2021 - 1º turno                                   | -                                                                          | 57’                                                                        |
| 8-6-2022                                                                   | Cardiff                                                                    | Galles                                                                     | 1 – 2                                                                      | Paesi Bassi                                                                | UEFA Nations League 2022-2023 - 1º turno                                   | -                                                                          |                                                                            |
| 14-6-2022                                                                  | Rotterdam                                                                  | Paesi Bassi                                                                | 3 – 2                                                                      | Galles                                                                     | UEFA Nations League 2022-2023 - 1º turno                                   | -                                                                          | 46’                                                                        |
| Totale                                                                     |                                                                            | Presenze                                                                   | 13                                                                         |                                                                            | Reti                                                                       | 0                                                                          |                                                                            |

## Palmarès

### Club

#### Competizioni nazionali
- Coppa dei Paesi Bassi: 1

Groningen: 2014-2015

#### Competizioni internazionali
- UEFA Europa League: 1

Atalanta: 2023-2024